# Gerasa (Zypern)
Gerasa (griechisch Γεράσα) ist eine Gemeinde im Bezirk Limassol in der Republik Zypern. Bei der Volkszählung im Jahr 2021 hatte sie 81 Einwohner.

## Name
Der Überlieferung nach bezieht sich der Name des Dorfes auf die Wälder der Gegend, die in der Antike „Heilige Wälder“ genannt wurden. Menschen, die die Küstengebiete Zyperns verließen, verfolgt von ägyptischen Piraten, ließen sich in der Gegend nieder. Sie bauten ein Dorf, das sie „Iera Dasha“ nannten. Im Laufe der Zeit wurde der Name zu einer Paraphrase von Gerasa. Im frühen 20. Jahrhundert waren die Bewohner gezwungen, nach mehr Wasser zu suchen. Ein Bewohner baute ein Haus weiter östlich von Gerasa, am Westufer des Flusses Garyllis. Andere Bewohner folgten bald und gründeten ein neues Dorf. Das alte Dorf hieß „Pano Gerasa“, das danach verschwand. Das neue Dorf ist das heutige Gerasa.

## Lage und Umgebung

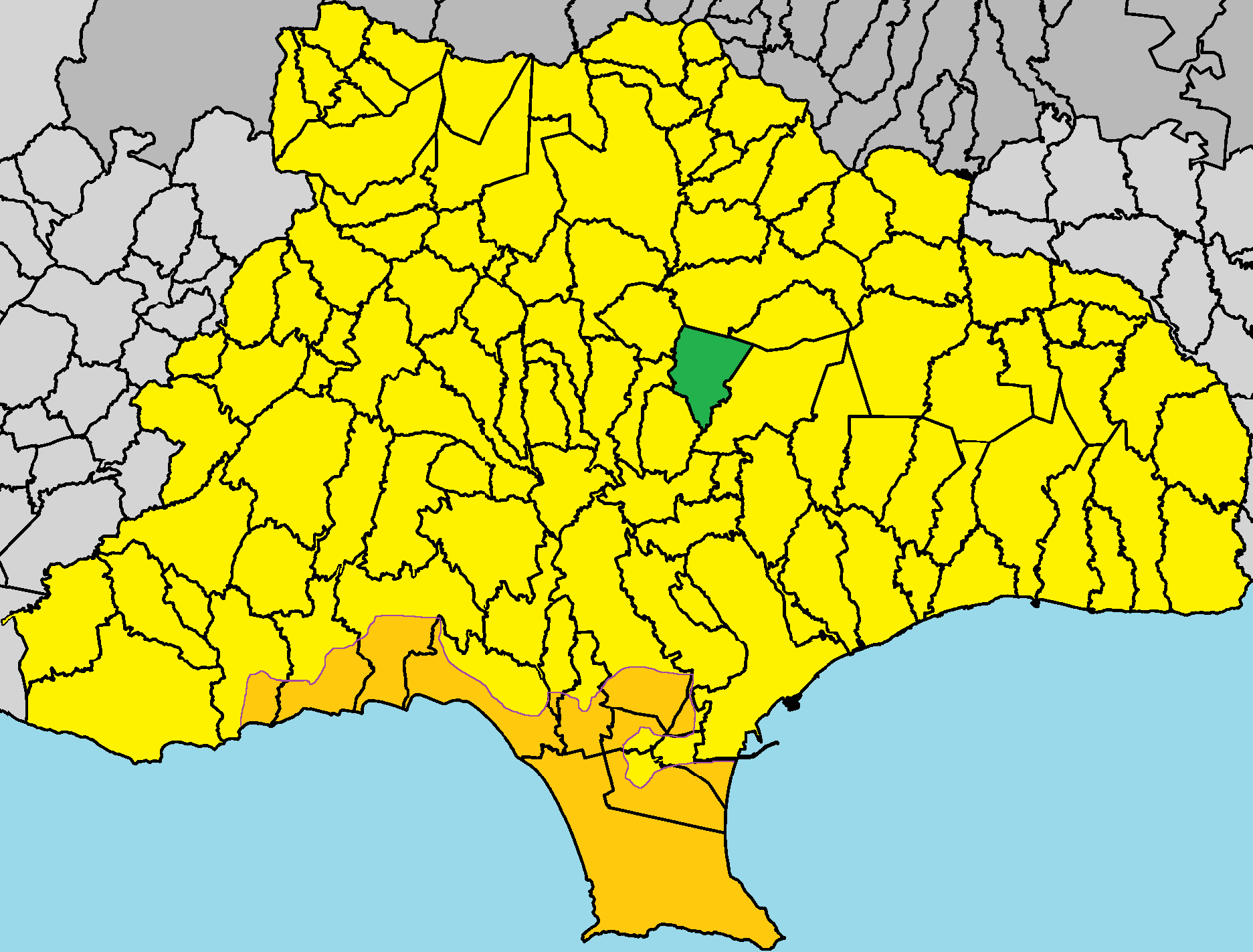
Lage im Bezirk Limassol

Gerasa liegt eher im Süden der Mittelmeerinsel Zypern auf einer Höhe von etwa 335 Metern, etwa 22 Kilometer nördlich von Limassol und etwa 55 Kilometer südwestlich von der Hauptstadt Nikosia. Das etwa 10,3 Quadratkilometer große Dorf grenzt im Osten an Apsiou, im Nordosten an Louvaras, im Norden an Kalo Chorio, im Westen an Korfi, im Nordwesten an Kapilio und im Südwesten an Apesia. Es liegt an der Straße E110, südöstlich des Gipfels „Moutti tou Mylou“ und westlich eines Nebenflusses des Garyllis.